# Josep Ullés i Daura
Josep Ullés i Daura (Terrassa, 1878 - Terrassa, 18 de març de 1946) va ser músic i director d'orquestra.

## Biografia
Visqué durant temporades a París. Actiu en la direcció en els anys 1910-1930, compongué gran nombre de ballables i diverses sarsueles, entre les quals Riojana. També fou autor de dues sardanes.

## Obres
- Acuática, la dama pasada por agua = La dame a la cocque, cançó amb lletra de J.M.Canals
- Bailando merecumbé
- El bar del señor Gabino, o se vende astucia y vino (1930), sarsuela en un acte amb llibre de Manuel Zaragoza
- Corpus ¿1930-1931?, cançó per a veu i piano
- Del present i del pròxim avenir, cançó amb lletra de Joaquim Casas i Carbó
- Divendres Sant, cançó amb lletra d'Iu Pons
- Dolça promesa, cançó amb lletra d'Enric Gall
- La festa del carrer, cançó
- Flechazos (1929), cançó per a veu i piano
- Flor de Andalucía, cançó per a veu i piano amb lletra de José Fuster
- Giravolt d'octubre, vals, amb lletra de Ramon Suriñach i Senties
- Goig suprem, poema simfònic (1929)
- Gozos en alabanza de san Lorenzo martir, patrón de los fundidores de Tarrasa, que se cantan en la prioral iglesia del Santo Espíritu amb lletra de Miquel Grané
- Himno del Deportista Tarrasense, amb lletra de Miquel Grané
- Lirón (creación de Alady), lletra de F. Mario Bistagne
- La meva cançó, lletra de Baltasar Ragon i Petit
- Le néctar d'Orion, one-step (du cabaret "Sevilla"), lletra de Sellu
- Pensant en Vos, cançó per a veu i piano amb lletra de Llorenç Riber
- Pepita (creación de Alady), lletra de F. Mario Bistagne
- Poncelleta [sic], cançó amb lletra de Joan Bautista Rovira
- Regeneración, himno dedicado a las Termas "Orión", cançó publicitària amb lletra de Diana (Jaume Piles Estellés)
- Riojana. Zarzuela en 2 actos y 2 cuadros, amb lletra de Víctor Mora i Alzinelles, estrenada al Teatre Victòria (Barcelona) el 27 de setembre del 1929
- El Super Schotis (1930), per a orquestra
- El teus ulls, cançó per a veu i piano amb lletra de Cèsar Cabanes i Badosa
- Violes, a en Ciriac Bonet, amb lletra d'Enric Gall
- Wawaia, danzón cubano (1932), amb lletra d'Ángel Miño

### Sardanes
- Ball de bastons (1930), lletra de R. Riera Barba
- El vi de Coll Cardus, lletra de Joan Duch i Agulló